# Аїша Гайндс
Аїша Джаміла Гайндс (англ. Aisha Jamila Hinds, нар. 13 листопада 1975) — американська акторка телебачення, театру та кіно. Грала ролі другого плану в низці телесеріалів, зокрема «Щит», «Вторгнення», «Справжня кров», «Детройт 1-8-7» і «Під куполом». У 2016 році вона зіграла Фанні Лу Хамер в біографічній драмі «Всю дорогу». Вона також з'явилася у фільмі «Напад на дільницю 13» (2005) й отримала роль Гаррієт Табмен у WGN America у періодичній драмі «Під землею». Починаючи з 2018 року, Гайндс знімається в серіалі від Fox драмі «9-1-1».

## Життя і кар'єра
Гайндс народилася в Нью-Йорку, штат Нью-Йорк. Вона почала свою кар'єру на телебаченні у 2003 році в серіалі «Поліція Нью-Йорка». У 2004 році вона зіграла повторювану роль у серіалі «Щит» у ролі Енні Прайс, а пізніше зіграла гостьову роль у фільмах «Розслідування Джордан», «Юристи Бостона», «У Філадельфії завжди сонячно», «Закон і порядок: Спеціальний корпус», «Зоряна брамаː SG-1», «Мертва справа» та «Відчайдушні домогосподарки». Гайндс мала регулярну роль у коротких серіалах від ABC «Вторгнення» (2005—2006) і «Детройт 1-8-7» (2010—2011). У неї були повторювані ролі в «Клубі ляльок», «ХотоРНе» і «Справжня кров». Гайндс знялася у фільмах «Хто ви, містере Брукс?», «Мадея потрапляє до в'язниці», «Некерований» та «Стартрек: Відплата». На сцені вона зіграла головну роль у «Найкращий із ворогів у Джордж Стріт Плейхаус» у 2011 році.
У 2013 році Гайндс з'явилася в серіалі від CW «Культ» у ролі злої Розалінди Сакелік. Відразу після того, як «Культ» було закрито, Гайндс грала роль у регулярному телесеріалі в CBS «Під куполом», заснованому на однойменній книзі Стівена Кінга. Після першого сезону вона отримала регулярну роль. У 2014 році вона зіграла ролі другого плану у фільмах «Якщо я залишусь» та «Поза вогнями». Також того року вона виконувала повторювану роль головного слідчого Ави Воллес у поліційній процедурі CBS, «Морська поліція: Лос-Анджелес». У 2015 році Гайндс була обрана на роль у пілотній драмі TNT, «Порода».
У 2016 році Гайндс отримала схвальні відгуки за роль борця за цивільні права Фанні Лу Хамер у біографічній драмі HBO «Весь шлях». Пізніше вона була обрана на роль у драматичному серіалі Fox «Постріли» і в драмі WGN America серіалі «Під землею», зігравши Гаррієт Табмен. Вона грає роль фельдшера Генрієтти «Ген» Вілсон у серіалі «9-1-1», який розповідає про роботу служб надзвичайних ситуацій, роботі диспетчерів 9-1-1 в Лос-Анджелесі, офіцерів поліції, пожежників і парамедиків, які мають справу не тільки з порятунком життів, але й із проблемами у власному житті. У 2025 році Хайндс дебютувала як режисер у восьмому сезоні «9-1-1».

## Фільмографія

### Фільми
| Рік  | Назва                                                                                   | Роль                                        | Примітки           |
| ---- | --------------------------------------------------------------------------------------- | ------------------------------------------- | ------------------ |
| 2000 | Чудо в країні іграшок (англ. Miracle in Toyland)                                        | Toy Woman (голос)                           | Відео              |
| 2004 | Любов Акваріум (англ. Love Aquarium)                                                    | Ніна                                        | Короткометражний   |
| 2005 | Напад на 13 дільницю (англ. Assault on Precinct 13)                                     | Анна                                        |                    |
| 2005 | Нео Нед (англ. Neo Ned)                                                                 | Жінка Shopper                               |                    |
| 2005 | Ненависть (англ. Hate)                                                                  | Паула                                       | Телевізійний фільм |
| 2006 | Найбільші історії Блю (англ. Blue's Biggest Stories)                                    | Друзі Джо                                   | відео              |
| 2007 | Хто ви, містере Брукс (англ. Mr. Brooks)                                                | Ненсі Харт                                  |                    |
| 2009 | Мадея потрапляє до в'язниці (англ. Madea Goes to Jail)                                  | Френ                                        |                    |
| 2009 | Втрачена мрія (англ. Lost Dream)                                                        | Професор Капелло                            |                    |
| 2009 | Втеча з в'язниці: Остання втеча (англ. Prison Break: The Final Break)                   | Охоронець Коулер                            |                    |
| 2009 | В межах (англ. Within)                                                                  | Доктор Келлі                                |                    |
| 2010 | Некерований (англ. Unstoppable)                                                         | Координатор кампанії з безпеки на залізниці |                    |
| 2010 | Три дні на втечу (англ. The Next Three Days)                                            | Детектив Колеро                             |                    |
| 2011 | П'ять (англ. Five)                                                                      | Берніс                                      | Телевізійний фільм |
| 2013 | Стартрек: Відплата (англ. Star Trek Into Darkness)                                      | Офіцер-штурман Дарвін                       |                    |
| 2013 | І потім… (англ. And Then...)                                                            | -                                           | Короткий           |
| 2013 | Аранжування (англ. The Arrangement)                                                     | Розі                                        | Телевізійний фільм |
| 2014 | Гарматний пагорб (англ. Gun Hill)                                                       | Арлін Картер                                | Телевізійний фільм |
| 2014 | Якщо я залишусь (англ. If I Stay)                                                       | Медсестра Рамірес                           |                    |
| 2014 | За межами вогнів (англ. Beyond the Lights)                                              | Дж Стенлі                                   |                    |
| 2015 | Острів Втікачів (англ. Runaway Island)                                                  | Лара Кук-Нордгольм                          |                    |
| 2015 | Порода (англ. Breed)                                                                    | Капітан Деннісон                            | Телевізійний фільм |
| 2016 | Весь шлях (англ. All the Way)                                                           | Фанні Лу Гамер                              | Телевізійний фільм |
| 2016 | Казка про чотирьох (англ. The Tale of Four)                                             | Персики                                     | Короткий           |
| 2016 | #В тренді (англ. #Trending)                                                             | Renee's Mom (голос)                         | Короткий           |
| 2019 | Ґодзілла II: Король монстрів (англ. Godzilla: King of the Monsters)                     | Полковник Даян Фостер                       |                    |
| 2019 | Перший день назад (англ. First Day Back)                                                | Директор                                    | Короткий           |
| 2023 | Ідеальна знахідка (англ. The Perfect Find)                                              | Біллі                                       |                    |
| 2024 | Американське товариство магічних негрів (англ. The American Society of Magical Negroes) | Габард                                      |                    |

### Телешоу
| Рік       | Назва                                                                                                   | Роль                        | Примітки                                                                   |
| --------- | --- | --------------------------- | -------------------------------------------------------------------------- |
| 2003      | Поліція Нью-Йорка (англ. NYPD Blue)                                                                     | Карла Хауелл                | Епізод: «Йо, Адріан»                                                       |
| 2003      | Сині ключі (англ. Blue's Clues)                                                                         | міс Меріголд                | Періодичний акторський склад: 5 сезон                                      |
| 2004      | Швидка допомога (англ. ER)                                                                              | Адміністратор               | Епізод: «Еббі Нормальна»                                                   |
| 2004      | Щит (англ. The Shield)                                                                                  | Енні Прайс                  | Періодичний акторський склад: 3 сезон                                      |
| 2004      | Розслідування Джордан (англ. Crossing Jordan)                                                           | Асміна Чол                  | Епізод: «Поза полем зору»                                                  |
| 2004      | Юристи Бостона (англ. Boston Legal)                                                                     | Беа Тумі                    | Епізод: «Головні футляри»                                                  |
| 2005      | Медіум (англ. Medium)                                                                                   | Максін Гарріс               | Епізод: «Підозри та впевненість»                                           |
| 2005      | CSI: Місце злочину. Нью-Йорк (англ. CSI: NY)                                                            | Бретт Стокс                 | Епізод: «Переробка»                                                        |
| 2005      | Справедлива Емі (англ. Judging Amy)                                                                     | Лена Рейнольдс              | Епізод: «Паперова війна»                                                   |
| 2005-06   | Вторгнення (англ. Invasion)                                                                             | Мона Гомес                  | Повторюваний акторський склад                                              |
| 2006      | У Філадельфії завжди сонячно (англ. It's Always Sunny in Philadelphia)                                  | Соціальний працівник        | Епізод: «Денніс і Ді йдуть на допомогу»                                    |
| 2006      | Протистояння (англ. Standoff)                                                                           | Енн                         | Епізод: «Життєве забезпечення»                                             |
| 2006      | Загублені (англ. Lost)                                                                                  | Нігерійська черниця         | Епізод: «Ціна життя»                                                       |
| 2007      | Зоряна брама: SG-1 (англ. Stargate SG-1)                                                                | Тілана                      | Епізод: «Лінія в піску»                                                    |
| 2007      | Лінкольн Хайтс (англ. Lincoln Heights)                                                                  | Агент Мурієтта              | Епізод: «На ура»                                                           |
| 2007      | Жіночий клуб вбивць (англ. Women's Murder Club)                                                         | Мелані Топор                | Епізод: «Можливо, крихітка»                                                |
| 2007      | Мертва справа (англ. Cold Case)                                                                         | Лоррейн Хендерсон           | Епізод: «Потрібне село»                                                    |
| 2007      | Змова (англ. Conspiracy)                                                                                | -                           | Епізод: «Пілот»                                                            |
| 2008      | Кістки (англ. Bones)                                                                                    | Офіцер Норма Рендалл        | Епізод: «Кістка, яка вибухнула»                                            |
| 2008-10   | Справжня кров (англ. True Blood)                                                                        | Міс Жанет                   | Постійний акторський склад: 1-2 сезони, гість: 3 сезон                     |
| 2009      | Закон і порядок: Спеціальний корпус (англ. Law & Order: Special Victims Unit)                           | Джекі Блейн                 | Епізод: «Переходи»                                                         |
| 2009      | Клуб ляльок (англ. Dollhouse)                                                                           | Агент Луміс                 | Періодичний акторський склад: 1 сезон                                      |
| 2009      | Втеча з в'язниці (англ. Prison Break)                                                                   | Охоронець Коулер            | Епізод: «Вільний» і «Старий м'яч і ланцюг»                                 |
| 2009      | Відчайдушні домогосподарки (англ. Desperate Housewives)                                                 | Покоївка мотелю             | Епізод: «У кожного повинна бути покоївка»                                  |
| 2009-10   | Готорн (англ. Hawthorne)                                                                                | Ізабель Волш                | Періодичний акторський склад: 1-2 сезони                                   |
| 2010      | Косяки (англ. Weeds)                                                                                    | Решітка                     | Періодичний акторський склад: 6 сезон                                      |
| 2010-11   | Детройт 1-8-7 (англ. Detroit 1-8-7)                                                                     | Лейтенант Морін Мейсон      | Основні актори                                                             |
| 2011      | CSI: Місце злочину. Маямі (англ. CSI: Miami)                                                            | Доктор Рейчел Портер        | Епізод: «Коронований»                                                      |
| 2013      | Культ (англ. Cult)                                                                                      | Дет. Розалін Сакелік        | Повторюваний акторський склад                                              |
| 2013-15   | Під куполом (англ. Under the Dome)                                                                      | Каролін Хілл                | Повторюваний акторський склад                                              |
| 2014      | Жінки-вбивці (англ. Killer Women)                                                                       | Агент ФБР Лінда Кларк       | Епізод: «Воїн»                                                             |
| 2014      | Морська поліція: Лос-Анджелес (англ. NCIS: Los Angeles)                                                 | Головний слідчий Ава Уоллес | Періодичний акторський склад: 6 сезон                                      |
| 2015      | Код G (англ. G Code)                                                                                    | Дейдра Гудінг               | Епізод: «Пілот»                                                            |
| 2015      | Мокре спекотне американське літо: перший день табору (англ. Wet Hot American Summer: First Day of Camp) | Амелія                      | Епізод: «Прослуховування»                                                  |
| 2016      | У Філадельфії завжди сонячно (англ. It's Always Sunny in Philadelphia)                                  | Соціальний працівник        | Епізод: «Френк випадає з вікна»                                            |
| 2017      | Під землею (англ. Underground)                                                                          | Гаррієт Табмен              | Періодичний акторський склад: 2 сезон                                      |
| 2017      | Постріли (англ. Shots Fired)                                                                            | Пастор Джані Джеймс         | Основні актори                                                             |
| 2018      | Нерозгадані (англ. Unsolved)                                                                            | Волетта Уоллес              | Повторюваний акторський склад                                              |
| 2018-нині | 9-1-1: Служба порятунку (англ. 9-1-1)                                                                   | Генрієтта «Хен» Вілсон      | Основні актори                                                             |
| 2021      | 9-1-1: Самотня зірка (англ. 9-1-1: Lone Star)                                                           | Генрієтта «Хен» Вілсон      | Епізод: «Тримай лінію»                                                     |
| 2024      | Сімейна ворожнеча знаменитостей (англ. Celebrity Family Feud)                                           | себе                        | Конкурсант; Епізод: «Fantasy Sweets vs Golden Five and 9-1-1 vs Jury Duty» |

## Нагороди та номінації
| Рік  | Нагороди          | Категорія                                                         | Одержувач  | Результат |
| ---- | ----------------- | ----------------------------------------------------------------- | ---------- | --------- |
| 2015 | Black Reel Awards | Black Reel Award за найкращу жіночу роль другого плану: телефільм | «Ган Гілл» | Номінація |